# Торната
Торна̀та (на италиански: Tornata, на местен диалект: Turnada, Турнада) е село и община в Северна Италия, провинция Кремона, регион Ломбардия. Разположено е на 29 m надморска височина. Населението на общината е 471 души (към 2017 г.).